# مس (موسیقی)

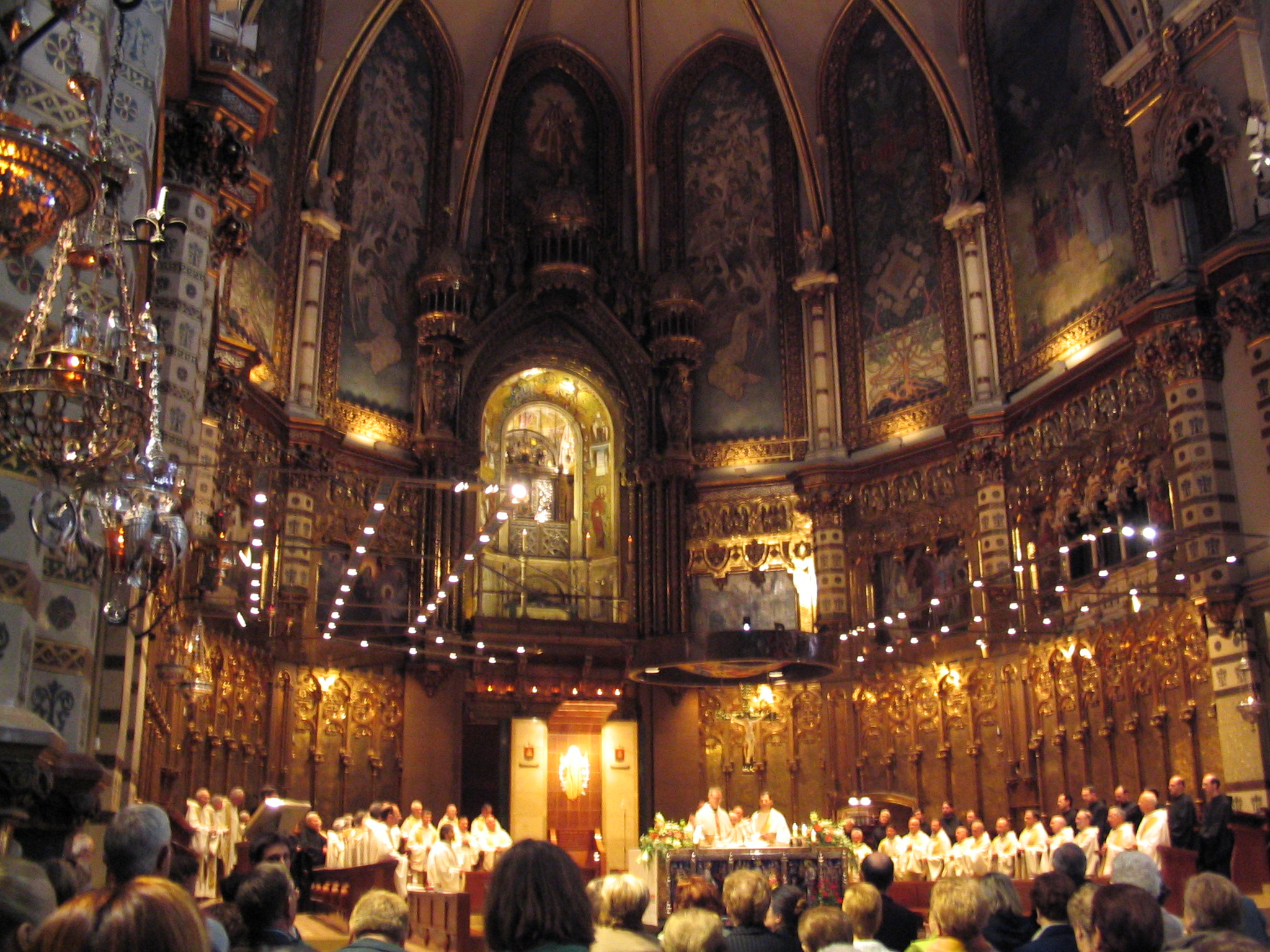
گروه L'Escolania در حال اجرای مَس

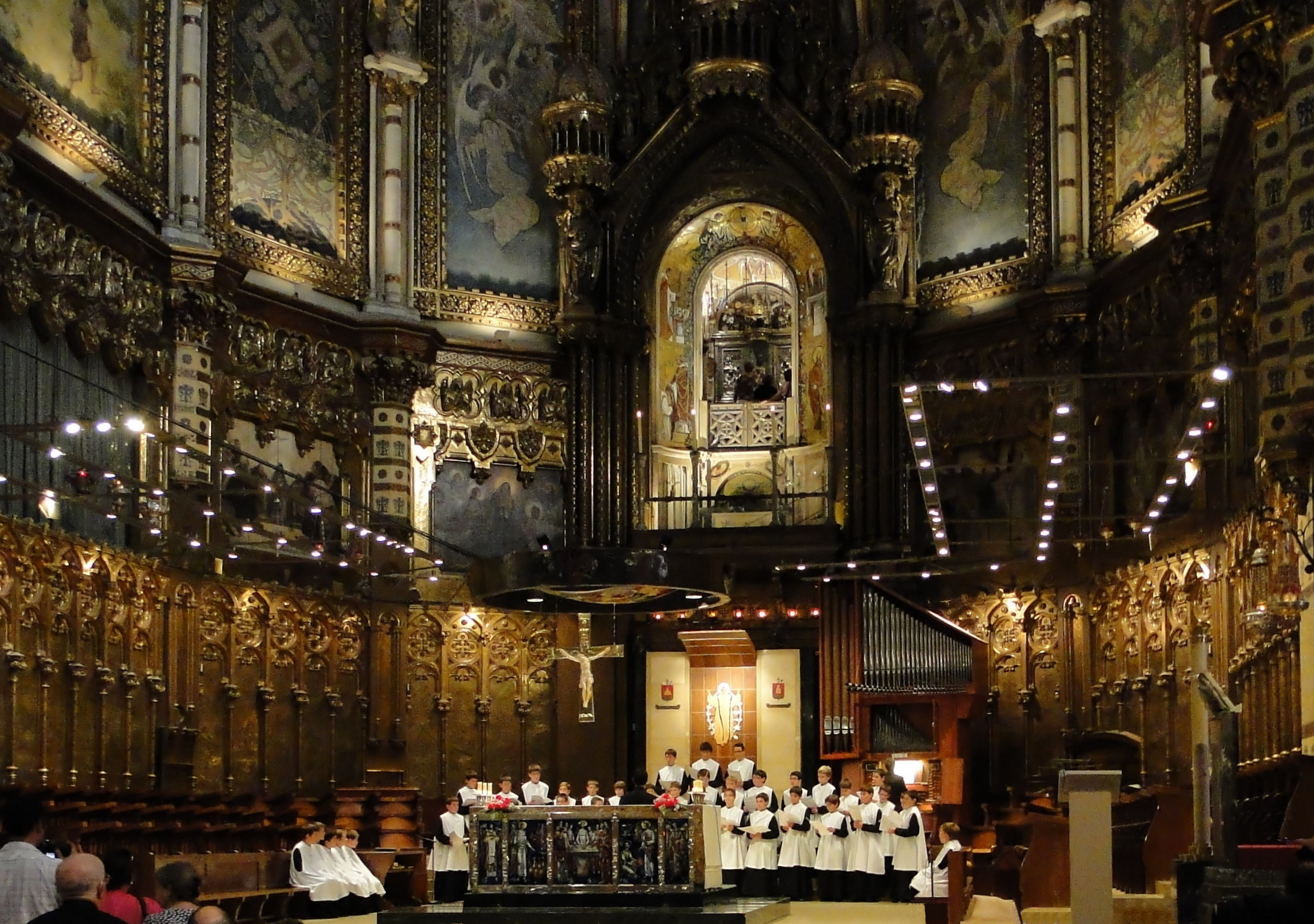
L'Escolania درون کلیسا

مَس فرمی از آهنگسازی روحانی و مقدس می‌باشد که تنظیم کُرال مجموعه‌ای ثابت از مناجات‌های عشاء ربانی به موسیقی‌ست. اکثر مَس‌ها بر روی مناجات‌های لاتینی، زبان مقدس مناجات‌های کلیسای کاتولیک روم، تنظیم شده‌اند. تعداد قابل توجهی مَس نیز به زبان کشورهای غیر کاتولیک که در آن‌ها عبادت به زبان‌های بومی انجام می‌شود نوشته شده‌است. برای مثال مَس‌های زیادی به زبان انگلیسی برای کلیسای انگلستان نوشته شده‌است. مَس‌های موسیقایی نام خود را از مناجات‌های کاتولیک با همین نام مَس (به لاتین "the Mass") می‌گیرند، که ممکن است بعد از نام مَس نام دیگری نیز داشته باشند، نظیر میسا سولمنیس ساخته بتهوون.

## فرم مَس
به‌طور کلی، یک قطعه موسیقی برای یک مس کامل بودن، باید شامل قسمت‌های زیر باشد، که روی هم یک مراسم عشاء ربانی معمول را تشکیل بدهد:

### I. Kyrie
Kyrie اولین موومان یک مَس عادی‌ست و این کلمه به معنای خداوند می‌باشد. متن مناجات این قسمت بدین شرح است:
Kyrie eleison; Christe eleison; Kyrie eleison
بخشش خداوند، شامل حال ما باد! بخشش مسیح، شامل حال ما باد! بخشش خداوند، شامل حال ما باد!
این موومان اغلب اوقات دارای ساختاری‌ست که انعکاس دهنده تقطیع و تقارن متن باشد. در بسیاری از قطعات دارای فرم سه‌گانه (ABA)، نمود عبارت "Kyrie eleison"، شامل نزدیکی و همسانی یا برعکس در تقابل فرمی و درونمایه‌ای با عبارت "Christe eleison" است. همچنین ساختار (AAABBBCCC) که در قسمت Kyrie و Christe از رکوئیم معروف موتسارت به مثابه دو شخصیت از یک فوگ دوبل‌ست، نیز وجود دارد.

### II. Gloria
Gloria یک قطعه شادست که به ستایش خداوند و مسیح می‌پردازد:
Gloria in excelsis Deo, et in terra pax hominibus bonae voluntatis
شکوه و جلال خداوند در آسمان هاست و صلح در زمین به دست مردان خوب او خواهد شد.
Laudamus te, benedicimus te, adoramus te, glorificamus te
ثنا گوییم تو را، تبرک جوییم تو را، پرستش کنیم تو را، شکوهمند جوییم تورا.
Gratias agimus tibi propter magnam gloriam tuam
برای جلال و جبروتت شکر گوییم تو را!
Domine Deus, Rex cælestis!
خداوندا! ای پادشاه آسمانی!
Deus Pater omnipotens!
ای خداوند پدر!
domine, Fili unigenite, Jesu Christe!
ای عیسی مسیح، تنها مولود او!
Domine Deus! Agnus Dei! Filius Patris!
ای خداوند، بره خدا، پسر او!
Qui tollis peccata mundi! miserere nobis; suscipe depracationem nostram.
ای تویی که دور می‌سازی از جهانیان گناهان! بر ما ببخشای و بشنو دعای ما
Qui sedes ad dexteram Patris, miserere nobis
ای نشسته در یمین پدر! بر ما ببخشای
Quoniam tu solus sanctus, tu solus Dominus, tu solus altissimus, Jesu Christe! cum Sancto Spiritu in gloria Dei Patris, Amen.
برای تو تنها مقدس هنر! تنها خداوندگار هنر! تنها والای هنر! ای مسیحا! پیوسته درکنار روح القدس، در جبروت خداوند پدری، آمین.

### III. Credo
Credo تنظیم موسیقایی اعتقادنامه نیقیه و طولانی‌ترین متن از موسیقی مَس است:
Credo in unum Deum, patrem omnipotentem, factorem cæli et terræ visibilium omnium et invisibilium.
باورم به خدایی ست، قادری مطلق، خالق آسمان و زمین، همهٔ دیده‌ها و نادیده‌ها.
Credo in unum Dominum Jesum Christum,
باورم به سروری ست: عیسای مسیح
Filium Dei unigenitum; et ex Patre natum ante omnia sæcula.
یگانه مولود خداوند! زاده ماقبل قرون
Deum de Deo, Lumen de Lumine
خداوند خدا! روشنایی روشنا!
Deum verum de Deo vero
یگانه خدا از یگانه خدا
Genitum, non factum; consubstantialem Patri, per quem omnia facta sunt
مولود ساخته نشده؛ هم گوهر پدر، بدست سازنده همه چیز
Qui propter nos homines, et propter nostram salutem, descendit de cælis,
کیست که از برای نجات ما از آسمان به زمین هبوط کرده
et incarnatus est de Spiritu Sancto ex maria Virgine, et homo factus est.
و به وسیله روح القدس از مریم مقدس در انسان تجسم یافت
Crucifixus etiam pro nobis; sub Pontio Pilato passus et sepultus est,
رنجیده گشت بر صلیب و مدفون شد در پینتوس پیلاط
Et resurrexit tertia die, secundum Scripturas.
و در سومین روز به وعده کتاب مقدس دوباره به پا خواست.
Et ascendit in cælum, sedet ad dexteram Patris.
و به آسمان صعود کرد و در یمین پدر نشست
Et iterum venturus est cum gloria judicare vivos et mortuos; cujus regni non erit finis.
و دگر باره به زمین بازگشت با شکوه و جلال، به داوری آمدگان و رفتگان قلمرو پادشاهی که زوالش نیست
Credo in Spiritum Sanctum, Dominum et vivificantem,
باورم به روح القدس ست، به خداوند و بخشنده حیات
qui ex Patre Filioque procedit; qui cum Patre et Filio simul adoratur et conglorificatur; qui locutus est per prophetas.
چه کسی در معیت پدر و پسر رهسپار است، چه کسی در معیت پدر و پسر، ستوده و شکوهمند، چه کسی به وسیله پیامبران سخن گفت
Credo in unam sanctam Catholicam et Apostolicam Ecclesiam.
باورم به کاتولیک مقدس و کلیسای بسته به آن است.
Confiteor unum Baptisma in remissionem peccatorum.
اعتراف می‌کنم به معتمد از برای آمرزش گناهان
Et expecto resurrectionem mortuorum, et vitam venturi sæculi. Amen.
و پدیرفتم رستخیز مردگان و بازگشت زندگانی به جهان، آمین.

### IV. Sanctus
Sanctus سروده کوتاهِ ستایشگر تثلیث است:
Sanctus Dominus Deus Sabaoth.
مقدس باد خداوند ثابوس
Pleni sunt cæli et terra gloria tua.
آسمان و زمین آکنده از شکوه ایشان
Osanna in excelsis!
هلهله ایست در کروبیان!

### V. Benedictus
Benedictus ادامه Sanctus است:
Benedictus qui venit in nomine Domini.
خوشا به حال او که به نام خداوند می‌آید.
Hosanna in excelsis بعد از جمله بالا و اغلب بامصالح موسیقایی مشابه بعد از Sanctus تکرار می‌گردد.

### VI. Agnus Dei
Agnus Dei تنظیمی برا قطعه لاتین 'بره خدا'ست:
Agnus Dei, qui tollis peccata mundi, miserere nobis, dona nobis pacem.
ای بره خدا! دور کننده گناهان جهانیان، بر ما ببخشای، بر ما کن آرامش عطا.
همچنین مَس می‌تواند شامل قسمت‌های مختلف دیگری نیز باشد که این امر به عواملی چون غیر کاتولیک بودن متن و نیز اضافاتی بر متن معمول جهت توسعه موسیقی آن، وابسته است.